# 太田政弘
太田政弘（日语：／ Ōta Masahiro，1871年11月16日—1951年1月24日），日本山形縣人，台灣日治時期第14任總督（1931年1月16日－1932年3月2日）。

## 經歷
日本山形縣人，1898年畢業於東京帝國大學英法科。歷任三重縣參事官、宮崎縣、島根縣、愛媛縣等警部長、警視廳消防本部長、內務省警保局長等，1913年起任福島、石川、熊本、新潟、愛知等縣知事，1924年任加藤高明內閣警視總監，1926年被敕選為貴族院議員，1929年任關東廳長官。1931年1月16日任第14任台灣總督。任內大事：霧社事件後，新立蕃地管理制度，諭示官員要以「德與愛」來治理，但因強行將原住民遷移至川中島而引發第二次的衝突，同時亦著手發展山地交通，改善原住民生活環境；總督府總務長官計三次更迭，分別為高橋守雄、木下信、平塚廣義等，頻繁變動人事；1931年2月18日臺灣民眾黨第四屆代表大會被警察下令禁止結社活動；決定台北市區都市計畫；設置台北廣播電台。1932年3月因犬養毅內閣成立而去職，去職後任民政黨總務。
| 臺灣總督府                                 |                                             |                                            |
| 前任： 石塚英藏                            | 總督 1931年1月16日－1932年3月2日            | 繼任： 南弘                                |
| 關東廳                                     |                                             |                                            |
| 前任： 木下谦次郎                          | 長官 1928年8月7日－1931年1月16日            | 繼任： 冢本清治                            |
| 內務省                                     |                                             |                                            |
| 前任： 赤池濃                              | 警視廳警視總監 1924年6月11日－1927年4月20日 | 繼任： 宮田光雄                            |
| 前任： 古賀廉造                            | 警保局局長 1912年12月22日－1913年2月26日    | 繼任： 岡喜七郎                            |
| 愛知縣廳                                   |                                             |                                            |
| 前任： 川口彥治                            | 知事 1923年6月16日－1924年6月11日           | 繼任： 山脇春樹                            |
| 新潟縣廳                                   |                                             |                                            |
| 前任： 渡邊勝三郎                          | 知事 1919年4月18日－1923年6月16日           | 繼任： 小原新三                            |
| 熊本縣廳                                   |                                             |                                            |
| 前任： 川上親晴                            | 知事 1916年10月13日－1919年4月18日          | 繼任： 川口彦治                            |
| 石川縣廳                                   |                                             |                                            |
| 前任： 熊谷喜一郎                          | 知事 1915年4月1日－1916年10月13日           | 繼任： 土岐嘉平                            |
| 福島縣廳                                   |                                             |                                            |
| 前任： 西久保弘道                          | 知事 1913年6月1日－1915年4月1日             | 繼任： 堀口助治                            |
| 長崎縣廳                                   |                                             |                                            |
| 前任： 湯浅倉平                            | 第四部部長 1906年4月17日－1906年8月15日     | 繼任： 茂泉敬孝                            |
| 愛媛縣廳                                   |                                             |                                            |
| 前任： 職位創建 （原因：由警察部部長改制） | 第四部部長 1905年4月19日－1906年4月17日     | 繼任： 桑原忠次郎                          |
| 前任： 湯浅倉平                            | 警察部部長 1905年2月10日－1905年4月19日     | 繼任： 職位廢止 （原因：改制為第四部部長） |
| 島根縣廳                                   |                                             |                                            |
| 前任： 久保敏樹                            | 警察部部長 1903年3月10日－1905年2月10日     | 繼任： 佐藤孝三郎                          |
| 宮崎縣廳                                   |                                             |                                            |
| 前任： 天野三郎                            | 警察部部長 1902年3月26日－1903年3月10日     | 繼任： 小濱松次郎                          |